# Dar'ja Astachova
Dar'ja Igorevna Astachova (in russo Дарья Игоревна Астахова?; 26 gennaio 2002) è una tennista russa.

## Carriera
Dar'ja Astachova ha vinto 6 titoli nel singolare e 7 titoli nel doppio nel circuito ITF nella sua carriera. Il 20 marzo 2023, ha raggiunto il best ranking mondiale nel singolare, nr 181 e il 16 gennaio 2023 invece ha conseguito il suo best ranking mondiale nel doppio, nr 137.

## Circuito WTA 125

### Doppio

#### Vittorie (1)
| N. | Data          | Torneo              | Superficie  | Compagna      | Avversarie in finale         | Punteggio        |
| 1. | 7 agosto 2022 | BCR Iași Open, Iași | Terra rossa | Andreea Roșca | Réka Luca Jani Panna Udvardy | 7-5, 5-7, [10-7] |

## Statistiche ITF

### Singolare

#### Vittorie (6)
| Torneo $100.000 (0) |
| Torneo $80.000 (0)  |
| Torneo $60.000 (0)  |
| Torneo $40.000 (1)  |
| Torneo $25.000 (1)  |
| Torneo $15.000 (4)  |

| N. | Data             | Torneo                                  | Superficie  | Avversaria in finale | Punteggio     |
| 1. | 24 novembre 2019 | Lyttos Beach ITF Pro Circuit, Heraklion | Terra rossa | Arina Vasilescu      | 4-6, 6-4, 6-3 |
| 2. | 1º dicembre 2019 | Lyttos Beach ITF Pro Circuit, Heraklion | Terra rossa | Noelia Zeballos      | 6-2, 6-0      |
| 3. | 1º marzo 2020    | Lyttos Beach ITF Pro Circuit, Heraklion | Terra rossa | Arina Vasilescu      | 1-6, 6-4, 6-2 |
| 4. | 6 giugno 2021    | Lyttos Beach ITF Pro Circuit, Heraklion | Terra rossa | Michaela Bayerlová   | 6-3, 6-2      |
| 5. | 19 giugno 2021   | Swedish Ladies, Jönköping               | Terra rossa | Lucia Bronzetti      | 3-6, 6-3, 7-5 |
| 6. | 20 agosto 2023   | Wroclaw Open, Breslavia                 | Terra rossa | Gergana Topalova     | 6-1, 7-5      |

#### Sconfitte (12)
| Torneo $100.000 (0) |
| Torneo $80.000 (0)  |
| Torneo $60.000 (1)  |
| Torneo $40.000 (1)  |
| Torneo $25.000 (4)  |
| Torneo $15.000 (6)  |

| N.  | Data             | Torneo                                         | Superficie  | Avversaria in finale | Punteggio        |
| 1.  | 11 novembre 2018 | Lyttos Beach ITF World Tour, Heraklion         | Terra rossa | Anna Ureke           | 2-6, 6-1, 2-6    |
| 2.  | 19 maggio 2019   | Lyttos Beach ITF World Tour, Heraklion         | Terra rossa | Vanda Lukács         | 5-7, 2-6         |
| 3.  | 14 luglio 2019   | Prokuplje Open, Prokuplje                      | Terra rossa | Seone Mendez         | 4-6, 1-6         |
| 4.  | 17 novembre 2019 | Lyttos Beach ITF World Tour, Heraklion         | Terra rossa | Daniela Vismane      | 6-0, 6(5)-7, 1-6 |
| 5.  | 4 ottobre 2020   | Magic Tours, Monastir                          | Cemento     | Šalimar Talbi        | 2-6, 3–6         |
| 6.  | 8 agosto 2021    | Futures Lotos Solano Bydgoszcz Cup, Bydgoszcz  | Terra rossa | Nastasja Schunk      | 6-4, 2-6, 0-6    |
| 7.  | 12 giugno 2022   | Tbilisi Open, Tbilisi                          | Cemento     | Anastasija Zacharova | 2-6, 6-3, 2-6    |
| 8.  | 16 ottobre 2022  | Santa Marina Cup, Sozopol                      | Cemento     | Zeynep Sönmez        | 5-7, 4-6         |
| 9.  | 5 marzo 2023     | BeeTV Women's, Astana                          | Cemento (i) | Polina Kudermetova   | 2-6, 3-6         |
| 10. | 13 agosto 2023   | Leipzig Open, Lipsia                           | Terra rossa | Brenda Fruhvirtová   | 3-6, 3-6         |
| 11. | 26 novembre 2023 | Brisbane QTC Tennis International, Brisbane    | Cemento     | Taylah Preston       | 3-6, 4-6         |
| 12. | 11 maggio 2025   | Kuršumlijska Banja Women's, Kuršumlijska Banja | Terra rossa | Alina Granwehr       | 4-6, 7-5, 2-6    |

### Doppio

#### Vittorie (7)
| Torneo $100.000 (0) |
| Torneo $80.000 (0)  |
| Torneo $60.000 (1)  |
| Torneo $40.000 (0)  |
| Torneo $25.000 (3)  |
| Torneo $15.000 (3)  |

| N. | Data              | Torneo                              | Superficie  | Compagna            | Avversarie in finale               | Punteggio        |
| 1. | 13 luglio 2019    | Prokuplje Open, Prokuplje           | Terra rossa | Laura Svatikova     | Nefisa Berberović Veronika Erjavec | 6–3, 0–6, [10–6] |
| 2. | 3 ottobre 2020    | Magic Hotel Tours, Monastir         | Cemento     | Darja Semenistaja   | María Carlé Olivia Gram            | 6-4, 6-3         |
| 3. | 9 gennaio 2021    | Magic Hotel Tours, Monastir         | Cemento     | Inès Ibbou          | Manon Arcangioli Salma Djoubri     | 6–3, 6–0         |
| 4. | 24 aprile 2022    | ForteVillage ITF Trophy, Pula       | Terra rossa | Ekaterina Rejngol'd | Anna Turati Bianca Turati          | 7–6(6), 6–4      |
| 5. | 24 settembre 2022 | Vrnjačka Banja Open, Vrnjačka Banja | Terra rossa | Ekaterina Rejngol'd | Cristina Dinu Nika Radišić         | 3-6, 6-2, [10-8] |
| 6. | 15 ottobre 2022   | Santa Marina Cup, Sozopol           | Cemento     | Irina Chromačëva    | Jasmijn Gimbrère Elena Malõgina    | w/o              |
| 7. | 30 luglio 2023    | BMW AHG Cup Horb, Horb am Neckar    | Terra rossa | Daniela Vismane     | Laura Böhner Berta Bonardi         | 6-3, 6-2         |

#### Sconfitte (10)
| Torneo $100.000 (0) |
| Torneo $80.000 (0)  |
| Torneo $60.000 (1)  |
| Torneo $40.000 (1)  |
| Torneo $25.000 (2)  |
| Torneo $15.000 (6)  |

| N.  | Data              | Torneo                                               | Superficie  | Compagna              | Avversarie in finale                         | Punteggio           |
| 1.  | 18 maggio 2019    | Lyttos Beach ITF World Tour, Heraklion               | Terra rossa | Oleksandra Oliynykova | Anna Arkadianou Elina Neplij                 | 2-6, 4-6            |
| 2.  | 30 novembre 2019  | Lyttos Beach ITF World Tour, Heraklion               | Terra rossa | Lina Glushko          | Ilinca Dalina Amariei Alessia Beatrice Ciucă | 3-6, 3-6            |
| 3.  | 26 settembre 2020 | Magic Tours, Monastir                                | Cemento     | Anastasija Suchotina  | Laetitia Pulchartova Darja Semenistaja       | 2–6, 7–6(8), [5–10] |
| 4.  | 13 marzo 2021     | MTA Open Series, Adalia                              | Terra rossa | Nika Radišić          | Miriam Kolodziejová Aneta Laboutkova         | 3–6, 6–4, [6–10]    |
| 5.  | 22 maggio 2021    | Sibenik Open, Sebenico                               | Terra rossa | Ekaterina Makarova    | Petra Marčinko Natália Szabanin              | 4-6, 3-6            |
| 6.  | 29 maggio 2021    | Lyttos Beach ITF Pro Circuit, Heraklion              | Terra rossa | Elena-Teodora Cadar   | Anastasia Dețiuc Lexie Stevens               | 1-6, 6-4, [6-10]    |
| 7.  | 21 maggio 2022    | Trofeo BMW Cup, Roma                                 | Terra rossa | Daniela Vismane       | Matilde Paoletti Lisa Pigato                 | 3-6, 6(7)-7         |
| 8.  | 4 giugno 2022     | Tbilisi Open, Tbilisi                                | Cemento     | Hanna Kubarava        | Angelina Gabueva Anastasija Zacharova        | 1-6, 2-6            |
| 9.  | 25 febbraio 2023  | Engie Open de Mâcon, Mâcon                           | Cemento (i) | Prarthana Thombare    | Magali Kempen Xenia Knoll                    | 3-6, 4-6            |
| 10. | 15 aprile 2023    | Egypt Sharm ElSheikh Women's Future, Sharm el-Sheikh | Cemento     | Ekaterina Rejngol'd   | Emina Bektas Eudice Chong                    | 2-6, 4-6            |